# (10044) Squyres
(10044) Squyres ist ein Asteroid des Hauptgürtels, der am 15. September 1985 von den US-amerikanischen Astronomen Carolyn und Eugene Shoemaker am Palomar-Observatorium (IAU-Code 675) in Kalifornien entdeckt wurde.
Der Asteroid wurde am 21. September 2002 nach Steve Squyres (* 1957) benannt, dem US-amerikanischen Professor für Astronomie an der Cornell University, der sich mit Planetenforschung, insbesondere den großen festen Körper im Sonnensystem, beschäftigt und der als Principal Investigator der Mars Exploration Rover Mission fungiert.